# Häxprocessen i Mergentheim
Häxprocessen i Mergentheim var en häxprocess som ägde rum i Mergentheim mellan 1628 och 1631 och resulterade i 126 personers död (122 avrättade, fyra avlidna under tortyr). Den tillhörde den våg av masshäxprocesser som spred sig i sydvästra och centrala Tyskland vid just denna tid. Det räknas tillsammans med häxprocessen i Ellwangen (och häxprocessen i Trier) till den värsta häxprocessen i sydvästra Tyskland.
Mergentheim var katolskt och styrdes av Tyska orden, som sedan 1525 haft sitt residens där. Under 1620-talet kom staden att beröras av den våg av häxpanik som drabbade Tyskland. Under 1627 hade en grupp kvinnor arresterats och förhörts för häxeri, men de hade sedan släppts fria igen då det rådde oklarhet om hur en häxprocess skulle utföras. Häxpaniken i Mergentheim skulle i stället spridas dit från Würzburg, där en jättelik massprocess pågick vid samma tid.
En rik ämbetsmän i Mergentheim, Bernhard Reichardt, hade vid denna tid sin nio år gamla son Johan Bernhard som elev i skolan Neuen Munster i Würzburg. Samtidigt pågick en häxprocess i Würzburg där allt fler innevånare i staden och dess omgivningar påstods ha värvats till en häxsekt och åtalades i häxprocessen, både barn och gamla och även skolelever. Bernhard Reichardt hämtade därför hem sin son från skolan i Würzburg och skrev in honom i jesuiternas skola i Dettelbach i stället, enligt uppgift för att han var rädd för att hans son skulle förföras till att bli häxa. I mars 1628 begärde dock myndigheterna i Würzburg att få Johan Bernhard Reichardt utlämnad, eftersom han hade utpekats som medbrottsling av en häxa där. Myndigheterna i Mergentheim godkände begäran och överlämnade den tio år gamla Reichardt till Würzburg, där han i april samma år erkände att en klasskamrat hade fått honom att förneka Gud, ha samlag med djävulen, delta i en häxsabbat och peka ut tre personer som medbrottslingar, innan han brändes i maj. Mergentheims stormästare Johann Caspar godkände avrättningen som rättfärdig i efterhand. Strax därefter nådde häxpaniken till Mergentheim.
I juli 1628 inlämnade skräddaren Velltin Beckh in ett klagomål på att hans tre söner (12, 14 och 15 år gamla) hade blivit avstängda från skolan utan orsak, och myndigheterna inledde en undersökning för att ta reda på vad som hänt. Enligt vittnemsmål från åtta barn hade de två äldsta sönerna, Georg (15) och Gottfried (14), båda skrutit om att de var häxor, och flugit till häxsabbat på kvastar. Georg hade dessutom dåligr rykte i övrigt eftersom han hade föfört en piga och sjungit blasfemiska sånger. Georg Beckh medgav att han hade förfört pigan men påstod att hans sånger och skryt om häxsabbat bara var skämt. Gottfried Beckh däremot bekände att han var en häxa: han vägrade att ange sin mor som häxa, men utpekade däremot två kvinnor och en man som medbrottslingar. Därmed var häxprocessen i Mergentheim igång.
Tyska ordens myndigheter i Mergentheim visste inte hur en häxprocess skulle skötas och rådfrågade därför Würzburg och Bamberg, två städer som då bedrev två av Tysklands största och långvarigaste häxprocesser. Bamberg sände dem dr. Ernst Vasoldt, en erfaren häxjägare i Bamberg, som konsult. Han besökte Mergentheim från september till december 1628 och hjälpte då de lokala häxdomstolarna att upprätta listor över misstänkta i staden och byarna och småstäderna runtomkring. Häxprocessen i Mergentheim sköttes sedan utifrån samma mönster som i Bamberg och på andra orter: de misstänkta underkastades tortyr, där de utifrån ett frågeformulär från förhörsledarna fick bekänna samlag med djävulen, djävulspakt, onda gärningar och deltagande i en häxsabbat, och därefter utpeka medbrottslingar de hade sett där. Sedan de utpekat sina medbrottslingar kunde de avrättas, varpå deras egendom konfiskerades. Listor fördes över vilka personer som hade utpekats för häxeri av en förhörd person, och den som utpekades av mer än tre personer kunde arresteras och torteras. Med hjälp av de utpekanden de förhörda gjorde kunde därefter processen snabbt växa sig mycket stor och bre ut sig över hela stadens territorium. Sammanlagt utpekades 301 personer för häxeri, varav 167 i Mergentheim och 134 i Markelsheim, men av dessa blev endast 136 ställda inför rätta sedan de angetts av fler än tre personer. 17 personer avrättades innan Vasoldt reste tillbaka till Bamberg i december; 91 personer avrättades och ytterligare fyra avled under tortyr under år 1629, 14 under 1630, och en sista innan processen avslutades i februari 1631. Bland dess mest kända offer fanns Thomas Schreiber. Processen i Mergentheim är ovanligt väldokumenterad av de stora häxprocesser som fördes i sydvästra Tyskland.